# Tajemniczy płomień królowej Loany
Tajemniczy płomień królowej Loany (wł. La Misteriosa Fiamma della Regina Loana) – powieść włoskiego pisarza Umberta Eco. Została opublikowana po raz pierwszy w roku 2004 we Włoszech (ISBN 88-452-1425-7). Polskie tłumaczenie zostało wydane w roku 2005 nakładem wydawnictwa Noir sur Blanc (ISBN 83-7392-106-0). Książkę przełożył na język polski Krzysztof Żaboklicki. 
Tytuł powieści nawiązuje do amerykańskiego komiksu Tim Tyler's Luck.

## Bohaterowie
- Giambattista Yambo Bodoni, główna postać utworu, prowadzi sklep z woluminami i wartościowymi książkami
- Paola Bodoni, żona Yambo
- Carla i Nicoletta Bodoni, córki Yambo i Paoli
- Gianni Laivelli, przyjaciel Yambo
- Sibilla Jasnorzewska, asystentka Yambo, z pochodzenia Polka
- Amalia, gospodyni wiejskiego domku w Piemoncie
- Gratarolo, lekarz

## Fabuła
Fabuła utworu koncentruje się wokół wydarzeń związanych z Yambo. W wyniku udaru mózgu stracił on pamięć dotyczącą własnej przeszłości, zachowując przy tym sprawną pamięć o wydarzeniach historycznych, dziedzictwie kulturalnym. Próbując odzyskać własne wspomnienia, wyjeżdża do Solary, gdzie mieszkał przez większą część swojego dzieciństwa. Odnajduje tam książki, komiksy, gazety, płyty winylowe z epoki, jak również własne zeszyty z lat szkolnych, wiersze, pamiątki. Wszystko to pozwala mu odtworzyć klimat dzieciństwa z okresu faszystowskiego, pierwsze miłości, rodzinne sekrety, jednak nie udaje mu się odzyskać pamięci. Dopiero odnalezienie Pierwszego Folio, należącego do jego dziadka, wywołuje kolejny wstrząs, w wyniku którego wspomnienia powracają.
Książka zawiera wiele odniesień dzieł kultury, głównie literatury, muzyki, komiksu.